# Ludwig Strecker père
Ludwig Philipp Carl Wilhelm Strecker (né le 26 mars 1853 à Dieburg, mort le 19 décembre 1943 à Mayence) est un éditeur de musique allemand.

## Biographie
Ludwig Strecker est le fils d'un juriste. À l'âge de dix ans, le père est transféré à Darmstadt. Strecker termine ses études de droit avec un doctorat et travaille dans la direction de la maison d'édition B. Schott Söhne à Mayence.
En raison de l'absence d'enfants dans la famille fondatrice, il hérite de la société de Franz Schott mort en 1874. Il devient l'éditeur de Richard Wagner, il peut compenser ses demandes difficiles et ses difficultés financières constantes par des négociations modérées. Ainsi, l’Idylle de Siegfried et la version textuelle (1877) et la partition de Parsifal (1882) paraissent chez Schott.
Strecker s'engagé notamment dans le Mainzer (de) Liedertafel. Il en est le président pendant 25 ans.
-neuf
Strecker épouse Elisabeth Merck, la fille de l'entrepreneur de Darmstadt âgée de dix-neuf ans. Le couple a quatre fils et une fille. À la mort de Ludwig Strecker, le 19 décembre 1943, ses fils Ludwig et Wilhelm assument la direction de la maison d'édition.

## Source de la traduction
- (de) Cet article est partiellement ou en totalité issu de l’article de Wikipédia en allemand intitulé « Ludwig Strecker der Ältere » (voir la liste des auteurs).